# 加藤寛六郎
加藤 寛六郎（かとう かんろくろう、嘉永2年5月2日（1849年6月21日） - 昭和10年（1935年）6月17日）は、幕末の会津藩士、明治時代の地方官吏、警察官、教育者、銀行家である。号は六石。

## 生涯
若松城下に生まれる。藩が戊辰戦争に敗れたのち、青森中学の助教となる。次いで警察官となり、千葉県警察署長に就任。明治9年（1876年）、同藩出身の永岡久茂らが萩の乱に呼応して挙兵を図り千葉へ向う途中で乱闘となり検挙された（思案橋事件）。これは千葉に加藤ら会津藩出身の警察官がいたため、永岡は加藤らの協力を期待して千葉での挙兵を計画したといわれる。
翌年生起した西南戦争において加藤は抜刀隊小隊長となり歴戦している。乱後は教育者として、高知師範学校長、高知中学校長、福井尋常師範学校校長を、官吏として福井県参事官、札幌支庁長を歴任した。
明治39年（1906年）、福島県農工銀行頭取に就任。福島県商工会議所頭取を兼任し、郷里福島県の発展に尽力した。
大正2年（1913年）、戊辰戦争における会津藩戦死者が葬られた阿弥陀寺の墓田整備のため寄付金が募られた際、加藤が申し込んだ額は33万円である。この際の松平恒雄、町野主水・武馬父子、山川健次郎、柴五郎、斎藤一らの申し込み額は93万円にのぼった。月100円で余裕のある生活ができた時代である。
大正4年（1915年）に開かれた江戸記念博覧会において、官軍の手に移りその後加藤が手に入れた大瓢と、旧主・松平容保の書を出品した。会津会会員のほか、会津松平家の顧問であり、松平節子と秩父宮雍仁親王の婚儀にあたっては山川健次郎らとともに事前協議に加わっている。

## 見禰山義会
明治末、加藤は高木盛之輔（検事）とともに、保科正之を祀った土津神社の復興と別格官幣社への昇格を目指し、見禰山義会を結成する。発起人1000名弱を集めたこの会は24年間に渡って活動し、昇格について衆議院での可決に至っている。しかし政府の認可を得ることはできなかった。1928年には加藤、高木校閲による『正之公政教要録』が刊行された。